# Senado conservador

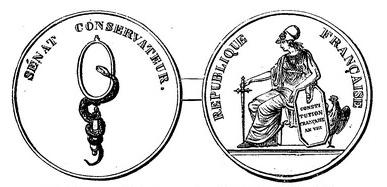
Medalla en plata dorada en honor del Senado conservador. (Constitución del Año VIII).

El Senado conservador fue una institución del Consulado y del Primer Imperio francés creada por la Constitución del Año VIII aprobada tras el triunfo del golpe de Estado del 18 de brumario (9 de noviembre de 1799) encabezado por el general Napoleón Bonaparte. No tenía una función legislativa sino de control constitucional de las leyes ―de ahí su nombre: «conservador de la Constitución»―, aunque también tenía la facultad de promulgar senadoconsultos, siempre bajo la autoridad suprema del primer cónsul, más tarde emperador de los franceses, Napoleón Bonaparte. 

## Evolución
La Constitución del Año VIII abolió de facto la soberanía nacional y el sufragio universal y el poder legislativo también fue suprimido al quedar dividido en tres asambleas sin iniciativa legislativa ―que correspondía en exclusiva al primer cónsul, Napoleón Bonaparte―. Una de ellas era el Senado conservador, aunque no intervenía en el proceso de discusión y aprobación de los proyectos de ley que competía al Tribunado y al Consejo Legislativo ―el Tribunado, formado por cien miembros, daba su opinión a favor o en contra de los proyectos de ley que les presentaba el primer cónsul, y el Cuerpo Legislativo, de trescientos miembros, los votaba «en escrutinio secreto y sin ninguna discusión»―. El Senado conservador determinaba  la constitucionalidad de las leyes.
El Senado conservador estaba compuesto inicialmente por sesenta miembros nombrados por los tres cónsules y, tras ampliar su número a ochenta, se renovaron por cooptación a partir de listas propuestas por el primer cónsul, Napoleón Bonaparte. El Senado conservador nombraba a su vez a los miembros del Tribunado y del Cuerpo Legislativo entre los inscritos en la «lista de confianza» nacional ―integrada entre 6000 y 8000 miembros de un total de ocho millones de varones con derecho a voto―. Además tenía la potestad de modificar la Constitución mediante un senadoconsulto.

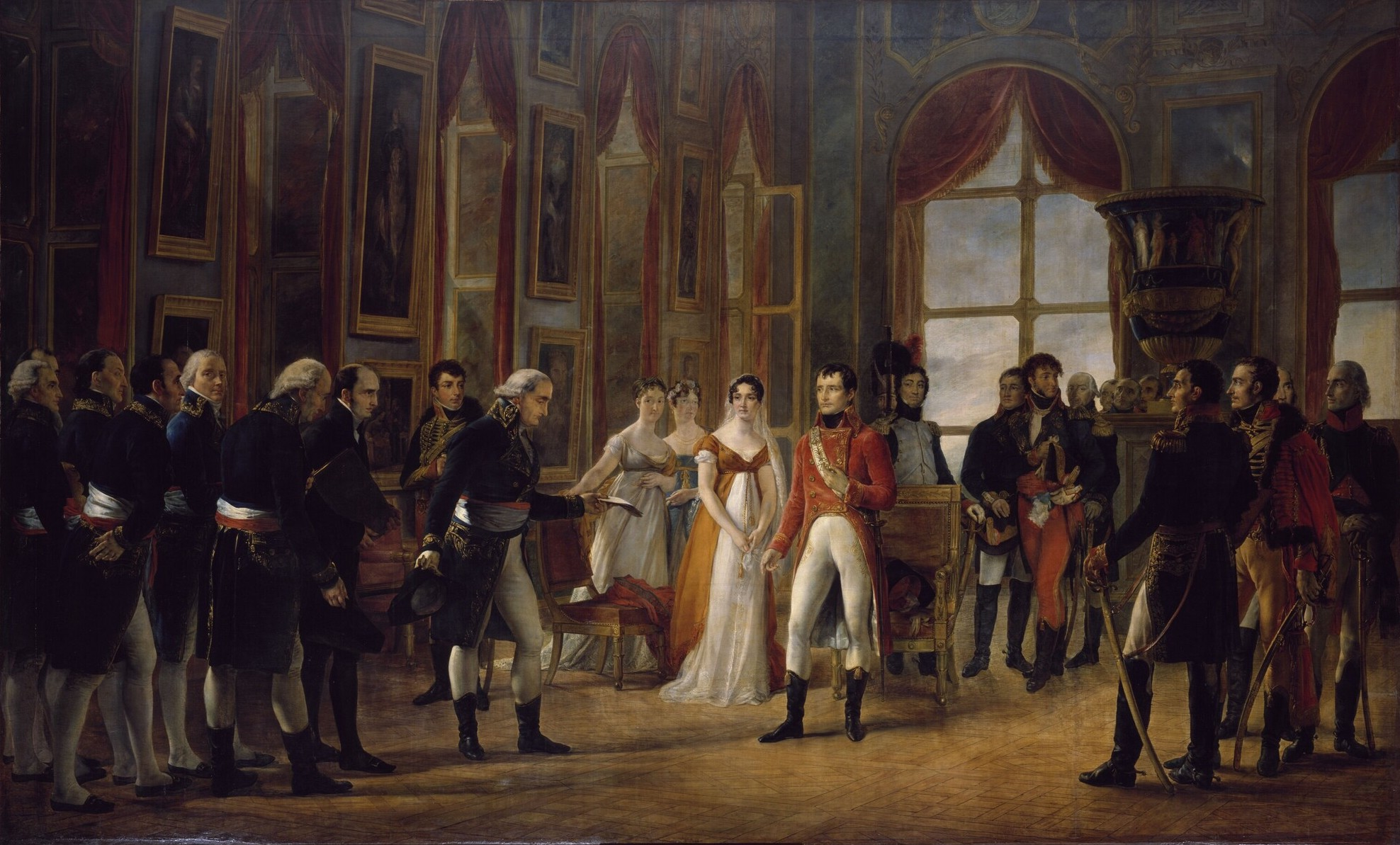
Napoleón Bonaparte recibe en el château de Saint-Cloud el senadoconsulto que lo proclama emperador de los franceses (18 de mayo de 1804). Cuadro de Georges Rouget, (1837).

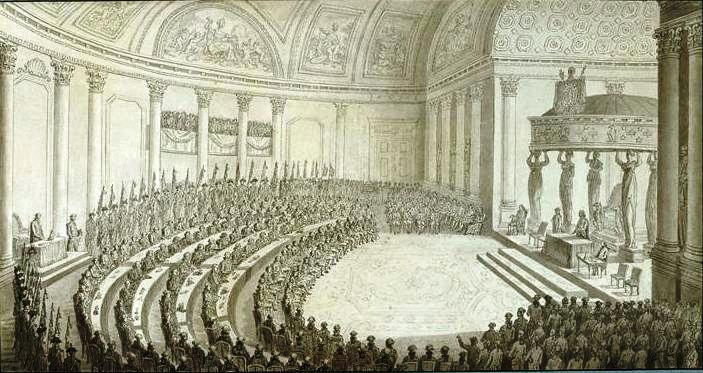
Presentación ante el Senado de las banderas de la batalla de Austerlitz en su sede del Palacio de Luxemburgo (1805).

Tras la aprobación de la Constitución del Año X, mediante el senadoconsulto orgánico del 16 de termidor del año X (4 de agosto de 1802), que otorgó a Napoleón Bonaparte el consulado vitalicio además de la facultad de proponer al Senado el nombre de su sucesor (un paso decisivo hacia la monarquía poniendo fin de facto a la República Francesa), el Senado  perdió buena parte de sus prerrogativas a favor del primer cónsul vitalicio ―el Cuerpo legislativo y el Tribunado quedaron anulados en la práctica―. Napoleón podía ahora concluir los tratados de paz y de alianza, poseía el derecho de gracia, podía designar a los otros dos cónsules y a los candidatos al Senado, y sobre todo podía determinar por senadoconsulto orgánico, «todo lo que no ha sido previsto por la Constitución, y que es necesario para su funcionamiento». Este poder es el que permitirá a Napoleón pasar sin dificultad de la República al Imperio con la aprobación de la Constitución del Año XII, promulgada el 28 de floreal (18 de mayo de 1804) bajo la forma de un senadoconsulto orgánico. En ella se confiaba «el gobierno de la República a un emperador, que toma el título de emperador de los franceses» y se establecía que «la dignidad imperial es hereditaria en la descendencia directa, natural y legítima de Napoleón». El 4 de diciembre de 1804 se celebraba en Notre Dame de París la solemne coronación de Napoleón como emperador de los franceses.
La Constitución del Año XII cambió la composición del Senado (y el nombre, ya que el término "conservador" fue suprimido) y añadió otros miembros a los ochenta anteriores. El artículo 57 decía lo siguiente:

Artículo 57. - El Senado se compone, - 1° De los príncipes franceses cumplidos los dieciocho años; - 2° Titulares de las grandes dignidades del Imperio [Gran Elector, Archicanciller del Imperio, Archicanciller de Estado, Architesorero, Condestable y Gran Almirante, todos ellos nombrados por el Emperador]; - 3° De los ochenta miembros designados previa presentación de candidatos elegidos por el Emperador de las listas formadas por los colegios electorales departamentales; - 4° Los ciudadanos a quienes el Emperador juzgue conveniente elevar a la dignidad de senador.